# Лойодиче, Джулиана
Джулиана Лойодиче (итал. Giuliana Lojodice; род. 12 августа 1940, Бари, Италия) — итальянская актриса.

## Биография
Джулиана Лойодиче родилась 12 августа 1940 года в Бари. Когда ей было семь лет, семья Ложодиче переехала в Рим, так как её отец, юрист, был назначен генеральным менеджером компании INAIL.
В возрасте четырнадцати лет Лойодиче начала принимать участие в актёрских прослушиваниях, а в 1955 году дебютировала в качестве актрисы. Известный режиссёр Лукино Висконти выбрал её на второстепенную роль в театральном спектакле «Il crogiuolo». В 16 лет Лойодиче поступила в Национальную академию драматического искусства Сильвио Д'Амико, но не закончила обучение.
В 1958 году она впервые сыграла главную роль, заменив Монику Витти, у которой были разногласия с режиссёром Джакомо Ваккари, в телевизионной драме «L’imbroglio».
Актриса снимается в кино, театре и на телевидении. Лойодиче была диктором во время тура певца Ренато Дзеро в 2004 году. Она также вела Фестиваль в Сан-Ремо в 1964 году вместе с телеведущим Майком Бонджорно.

## Личная жизнь
После отношений с актёром и режиссёром Леопольдо Триесте и неудачного брака с актёром Марио Кьоккио, в середине 1960-х годов у неё завязались отношения с Арольдо Тьери. Они поженились в 1989 году и их брак продлился до его смерти в 2006 году.
Её сестра Леда является хореографом. От первого брака у актрисы есть двое детей.